# Dictablanda de Dámaso Berenguer

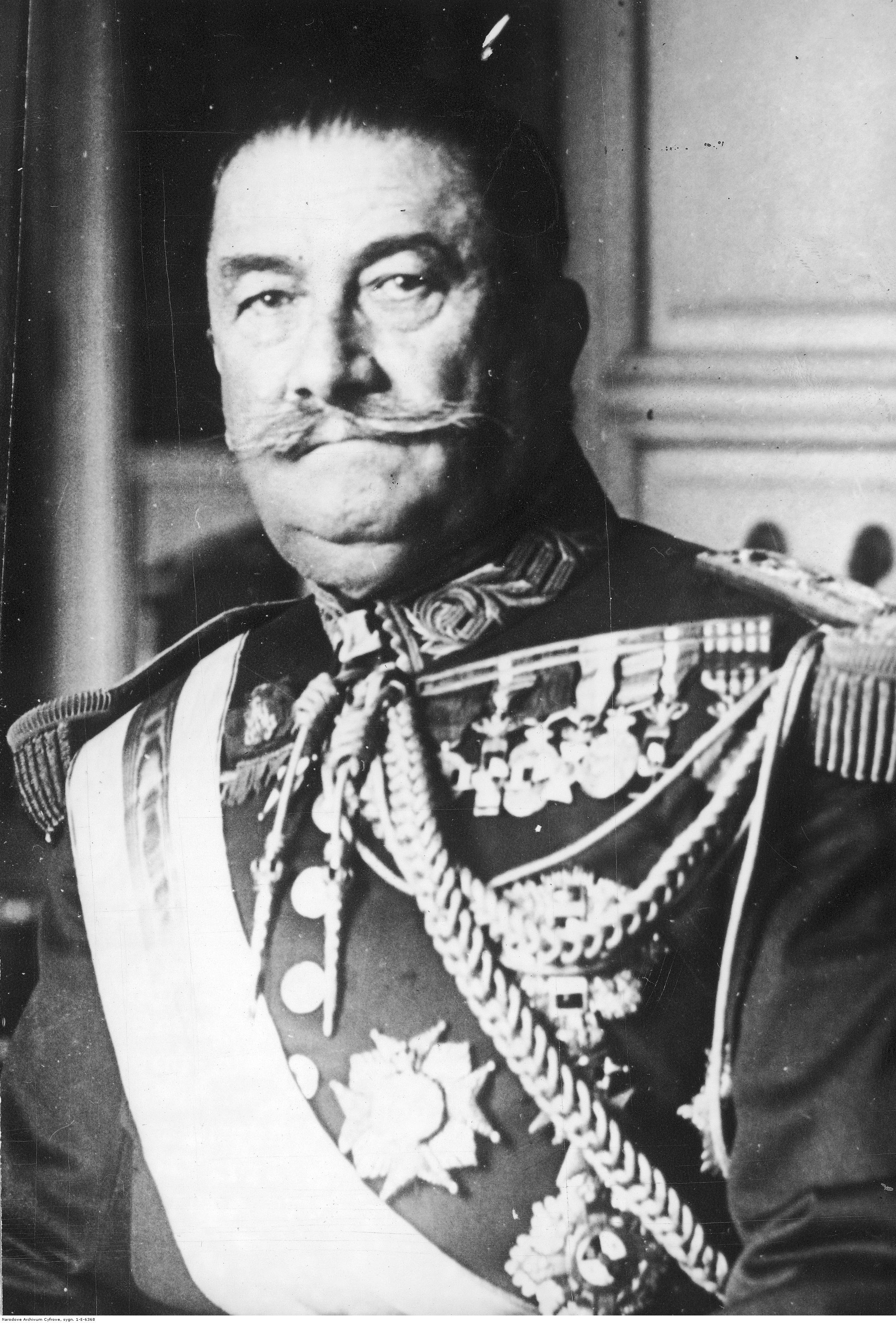
General Dámaso Berenguer.

La dictablanda de Berenguer es la denominación que se ha dado al último periodo de la Restauración borbónica y del reinado de Alfonso XIII en España. En dicho período hubo dos gobiernos: el ejecutivo del general Dámaso Berenguer, formado en enero de 1930 para que restableciera la «normalidad constitucional» tras la dictadura de Primo de Rivera, y el que le siguió un año después, el gobierno del almirante Juan Bautista Aznar, que daría paso a la proclamación de la Segunda República española.
El término «dictablanda» fue utilizado por la prensa para referirse a la indefinición del gobierno de Berenguer que ni continuó con la dictadura anterior, ni restableció plenamente la Constitución de 1876, ni mucho menos convocó elecciones a Cortes Constituyentes como exigían la oposición republicana y los monárquicos «constitucionalistas».

## El nuevo gobierno de Berenguer

### La formación del gobierno
El 28 de enero de 1930, el mismo día en que el dictador Miguel Primo de Rivera se vio obligado a dimitir, Alfonso XIII nombró al general Dámaso Berenguer, jefe de su Cuarto Militar desde 1927, presidente del gobierno, con el propósito de convocar al parlamento para retornar a la «normalidad constitucional». Pero, como ha señalado Genoveva García Queipo de Llano, esto ya no era posible si se pretendía enfocar el proceso de transición hacia un régimen liberal, simplemente mediante el restablecimiento de la situación previa al golpe de Estado de 1923, es decir, sin tener en cuenta la vinculación que había existido entre la Corona y la dictadura de Primo de Rivera. Y ese fue el error que cometieron el rey y su gobierno: intentar volver a la Constitución de 1876, cuando en realidad llevaba ya seis años abolida, porque desde 1923 Alfonso XIII era un «rey sin Constitución», y su poder durante ese tiempo no había estado legitimado por ella, sino por el golpe de Estado que el rey aceptó. La monarquía se había vinculado a la dictadura y ahora pretendía sobrevivir cuando la dictadura había caído.

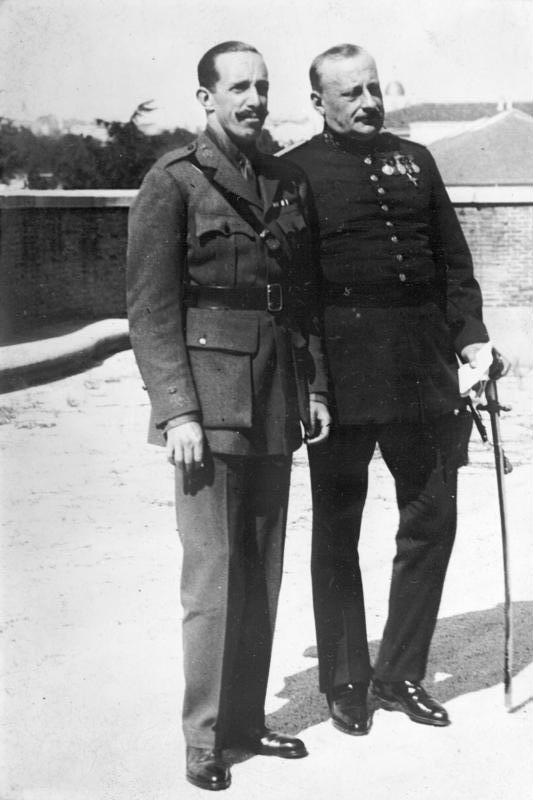
Alfonso XIII y el general Primo de Rivera

Años después, en 1946, Berenguer publicó en unas memorias un listado de problemas que él identificó cuando Alfonso XIII le encargó la misión de formar Gobierno en 1930:

A las siete de la tarde regresé a Palacio. Poco después de las ocho me llamó el Rey para darme ya oficialmente el encargo de formar Gobierno. Seguidamente di cuenta a su majestad de mis propósitos, primeras gestiones a realizar, y personas a quienes pensaba ofrecer puestos en el Gobierno; [...] A más de la vuelta a la normalidad constitucional en el más breve plazo posible, imperativo inmediato de aquellas circunstancias, aparecían también otros problemas que habían de abordarse. [...] Interesaba a la defensa del Régimen, en primer término, la reconstrucción de las organizaciones monárquicas. [...] El Universitario: que de las protestas colectivas dentro de los claustros... había invadido la calle, en forma más airada justamente en aquellos días; [...] Problema de origen profesional ante el que permaneció irresoluta la Dictadura, sin extirpar los focos donde partían las iniciativas que lo agudizaban, a pesar de su fuerza coactiva... [...] El problema del Ejército originado, principalmente, por la actitud del Cuerpo de Artillería contra determinadas disposiciones del gobierno. [...] Por último... el problema de la Hacienda... determinando la única crisis que la Dictadura sufrió poco antes de su caída total... la depresión de las finanzas del Estado; la tendencia bajista de los valores y de la moneda
Dámaso Berenguer, De la Dictadura a la República (1946)

Los políticos republicanos y «monárquicos sin rey», así como numerosos juristas, denunciaron que la vuelta a la «normalidad constitucional» era imposible. El magistrado Mariano Gómez González escribía el 12 de octubre de 1930: «España vive sin Constitución». La dictadura de Primo de Rivera, al violar la Constitución de 1876, había abierto un proceso constituyente, afirmaba Gómez, que solo la nación podía cerrar con un retorno a la normalidad conducido por «un gobierno constituyente, unas elecciones constituyentes, presididas por un poder neutral que no fuera parte beligerante en el conflicto creado por la dictadura, un sistema de libertad y garantías ciudadanas de plenitud constituyente y Cortes con autoridad suprema para crear la nueva legalidad común».
El general Berenguer tuvo muchos problemas para conformar su gobierno porque los partidos dinásticos, el Partido Liberal y el Partido Conservador, después de seis años de dictadura habían dejado de existir, ya que nunca fueron verdaderos partidos políticos sino redes clientelares cuyo único fin era ocupar el poder cada cierto tiempo, gracias al fraude electoral institucionalizado del sistema caciquil. A título individual la mayoría de los políticos de los partidos del turno se negaron a colaborar, por lo que Berenguer solo pudo contar con el sector más reaccionario del conservadurismo, que encabezaba Gabino Bugallal. En sus «Memorias de la reserva y apartamiento» se quejó de que las «organizaciones monárquicas… arrastraban una vida lánguida y casi clandestina, acumulando agravios y rencores, reducidas al mantenimiento de sus cuadros en concentrada y airada actitud de protesta». El varias veces ministro Miguel Villanueva calificó al gabinete de «zaguanete de alabarderos», en referencia a la intervención directa del rey en su composición.
Por su parte la Unión Patriótica, el partido único de la Dictadura convertido en 1930 en la Unión Monárquica Nacional, tampoco apoyó claramente al gobierno Berenguer. Así pues, la monarquía no tuvo a su disposición ninguna organización política capaz de conducir el proceso de transición. Sin embargo, la Unión Monárquica Nacional, a diferencia de los partidos del turno, desplegó una intensa campaña de movilización ciudadana, con actos públicos por toda España, en los que en ocasiones tuvieron que hacer frente a manifestaciones hostiles de liberales y de republicanos que se saldaron con incidentes graves en algunos lugares, como en Lugo, donde cinco personas resultaron heridas de diversa consideración por la actuación de la fuerza pública que se vio obligada a intervenir.

### El fracasado retorno a la «normalidad constitucional»
La política que llevó adelante el gobierno Berenguer tampoco pareció ayudar demasiado a «salvar» a la monarquía. La lentitud con que se fueron aprobando las medidas liberalizadoras —la censura seguía vigente y la garantía de los derechos individuales continuaba en suspenso—, hizo dudar de que el objetivo del gobierno fuera realmente restablecer la «normalidad constitucional». Por eso en la prensa se comenzó a calificar al nuevo poder como «dictablanda». En realidad lo que el general Berenguer pretendía era dar tiempo a los dos partidos dinásticos para que se reconstruyeran y así poder convocar elecciones según los usos de la Restauración. De hecho, según confesó él mismo en De la Dictadura a la República, al final del verano ya había hecho una previsión del reparto de los diputados en las nuevas Cortes: 93 conservadores, 70 liberales, 34 monárquicos independientes, 27 prietistas, 20 mauristas, 18 ciervistas, 18 albistas, 16 independientes indefinidos, 15 romamonistas, 8 reformistas, 8 republicanos o socialistas, 7 regionalistas y 4 umenistas... quedando 68 distritos libres, «aún no clasificados, entre los que se contaban muchos de las grandes capitales». Esta era la razón por la que Berenguer se negaba a convocar antes las elecciones municipales, como le reclamaban políticos liberales tan destacados como el conde de Romanones y Santiago Alba. Mientras tanto la conflictividad social y laboral crecía. Pero a pesar de todo el general Berenguer se sentía optimista, tenía «fe en el resultado de las elecciones». Los informes del Ministerio de la Gobernación indicaban «cuán lejos estaban los municipios rurales, las pequeñas poblaciones... del ambiente que predominaba en muchas capitales».
El propio rey tomó la iniciativa para intentar sumar apoyos a su «retorno a la normalidad constitucional» y se entrevistó en junio en París, donde se encontraba autoexiliado, con Santiago Alba. Al parecer Alfonso XIII aceptó sus condiciones de reformar la Constitución de 1876 en un sentido democrático y de actuar como «mero Poder moderador», pero Alba no acababa de fiarse del monarca y «llegado el otoño, aún seguía en París». Una desconfianza que era compartida por otros muchos políticos monárquicos, como se había puesto en evidencia en mayo cuando una parte de ellos no acudieron al cumpleaños del rey. El primero en expresarla públicamente había sido el conservador José Sánchez Guerra, que había encabezado el fracasado golpe de Estado de enero de 1929 que había intentado derribar a la Dictadura. El discurso pronunciado en el Teatro de la Zarzuela el 27 de febrero, en el que pidió la convocatoria de Cortes constituyentes, lo cerró citando al duque de Rivas —«No más servir a señores que en gusanos se convierten»—, lo que causó una gran indignación entre los monárquicos más fieles al rey —sin embargo tampoco gustó a los republicanos porque Sánchez Guerra se reafirmó en su condición de «monárquico, constitucional y parlamentario», aunque aceptó el «derecho de España a ser republicana»—.
Este grupo de monárquicos que desconfiaban de las intenciones de Alfonso XIII constituyeron el «bloque constitucionalista». Como ha señalado Miguel Martorell Linares, «consideraban muerta la Constitución de 1876 y al rey incapacitado para ejercer la jefatura del Estado si no se sometía al refrendo de unas Cortes Constituyentes». Algunos de ellos, como Joaquín Chapaprieta o Ángel Ossorio y Gallardo, que en mayo se había declarado «monárquico sin rey», iban más lejos y abogaban por la abdicación en el Príncipe de Asturias —una opción complicada debido a la grave enfermedad, hemofilia, que padecía don Alfonso—. Otros monárquicos se pasaron directamente al campo republicano como Miguel Maura, hijo de Antonio Maura, y Niceto Alcalá-Zamora, que fundaron el nuevo partido de la Derecha Liberal Republicana). También el hijo de José Sánchez Guerra, Rafael Sánchez Guerra. Alcalá-Zamora declaró en abril que Alfonso XIII, «corcel del impulso absolutista», podía volver a dar en cualquier momento «el relincho alegre de la aventura». La desconfianza hacia Alfonso XIII también se extendió a la extrema derecha de la Unión Monárquica Nacional, aunque por los motivos contrarios. El exministro primorriverista Eduardo Aunós escribió: «La monarquía que desconoce su posición de árbitro supremo entre los partidos llega a hacer deseable la República».
El 13 de noviembre el Consejo de Ministros aprobó convocar elecciones para el 1 de marzo del año siguiente. Pocos días más tarde dimitía el ministro de la Gobernación, el general Enrique Marzo Balaguer, al parecer como consecuencia de los disturbios que se produjeron en Madrid durante el entierro de varios obreros que habían fallecido en accidente laboral —aquel mes de noviembre estaba siendo, según el general Mola, entonces director general de Seguridad, «desde el punto de vista social proletario... el más violento desde agosto de 1917»—. Berenguer intentó que ocupara el puesto vacante algún político destacado de los partidos del turno pero no lo consiguió, por lo que tuvo hacer una remodelación del gabinete dando entrada en el mismo al hasta entonces subsecretario del Ministerio Joaquín Montes Jovellar.
En la convocatoria de las elecciones generales para  el 1 de marzo de 1931 se decía que su objetivo era «llegar a constituir un Parlamento que, enlazando con las Cortes anteriores a la última etapa [la Dictadura de Primo de Rivera] restableciera en su plenitud el funcionamiento de las fuerzas cosoberanas [el rey y las Cortes] que son eje de la Constitución de la Monarquía Española». No se trataba, pues, ni de Cortes Constituyentes, ni de unas Cortes que pudieran acometer la reforma de la Constitución, por lo que la convocatoria encontró escasos apoyos, incluso entre los monárquicos de los partidos del turno. El gobierno seguía actuando como si no hubiera existido la Dictadura de Primo de Rivera con la implicación del rey en la misma.

### El «error Berenguer»
El 15 de noviembre, dos días después del anuncio del Gobierno de que se celebrarían elecciones el 1 de marzo de 1931, José Ortega y Gasset publicó en el periódico El Sol un artículo titulado «El error Berenguer». Tuvo una enorme repercusión sobre todo por su final: «¡Españoles, vuestro Estado no existe! ¡Reconstruidlo! Delenda est Monarchia». En el artículo afirmaba que, tras la dictadura de Primo de Rivera, «el Régimen» había respondido con el gobierno Berenguer, 

cuya política significa: Volvamos tranquilamente a la normalidad por los medios más normales, hagamos ‘como si’ aquí no hubiese pasado nada radicalmente nuevo, sustancialmente anormal. Eso es todo lo que el Régimen puede ofrecer, en este momento tan difícil para Europa entera, a los veinte millones de hombres ya maltraídos de antiguo, después de haberlos vejado, pisoteado, envilecido y esquilmado durante siete años. Y, no obstante, pretende, impávido, seguir al frente de los destinos históricos de esos españoles y de esta España. [...] Pero esta vez se ha equivocado. Éste es el error Berenguer. Al cabo de diez meses, la opinión pública está menos resuelta que nunca a olvidar la gran viltá [gran vileza, en italiano] que fue la Dictadura. El régimen sigue solitario, acordonado, como leproso en lazareto.

Berenguer declaró en 1946 sobre los artículos de prensa contrarios a su gestión y al Régimen en general:

La Prensa desafecta al Régimen, que era en aquella época la casi totalidad de los periódicos que se publicaban en Madrid, aprovechó la ocasión para imprimir en sus campañas la mayor violencia contra el Gobierno, y aun la que hasta entonces nos había distinguido con su valioso apoyo dió [sic] acceso en sus columnas a artículos de ataque personal al Jefe del Gobierno, en que se reproducían los insultos que tan pródigamente habían empleado los periódicos de izquierda en sus campañas contra la empresa marroquí, confirmación palmaria de lo solos que nos íbamos quedando.
Dámaso Berenguer,De la Dictadura a la República, (1946)

## La pérdida de apoyos de la monarquía y el auge del republicanismo

### La pérdida de apoyos políticos y sociales de la monarquía
A lo largo de 1930 se fueron acumulando todos los síntomas que anunciaban que no sería posible la vuelta a la situación anterior a 1923, porque la monarquía estaba aislada. Los sectores sociales que siempre la habían apoyado, como los patronos y los empresarios, comenzaron a abandonarla porque desconfiaban de su capacidad para salir de «aquel embrollo». Tampoco dispuso la monarquía del apoyo de la clase media (la influencia de la Iglesia en este sector estaba reduciéndose sustituida por las ideas republicanas y socialistas), y los intelectuales y los estudiantes universitarios mostraron claramente su rechazo al rey.
Uno de los pocos apoyos con que contaba la monarquía era la Iglesia católica (que le guardaba reconocimiento por haber restaurado su tradicional posición en la sociedad), pero esta se hallaba a la defensiva frente a la marea de republicanismo y democracia que estaba viviendo el país. El otro apoyo era el Ejército, que acababa de pasar por una experiencia de poder que había abierto brechas en su seno y en un sector del mismo se estaba resquebrajando la fidelidad al rey. «Quizá el ejército nunca participaría como tal en una conjura contra la Monarquía pero tampoco haría nada, llegado el caso, para salvar el trono e incluso no pocos militares se apresuraron a prestar su colaboración a los conspiradores antimonárquicos».

### El auge del republicanismo y el «Pacto de San Sebastián»

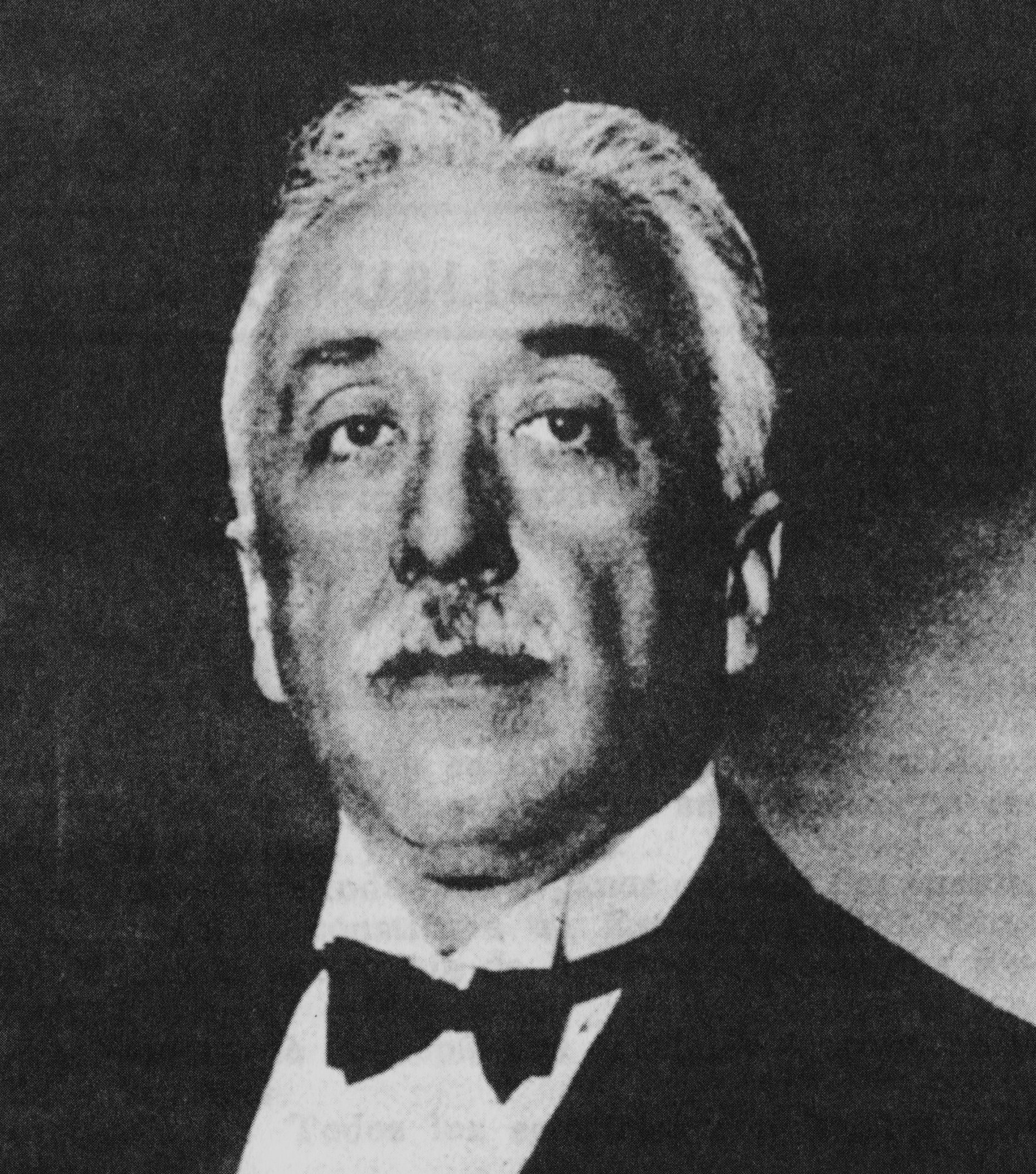
Niceto Alcalá-Zamora.

Al mismo tiempo que la monarquía iba perdiendo apoyos los iba ganando la alternativa republicana, un progreso del republicanismo que fue infravalorado por el gobierno y por muchos monárquicos. Al auge del republicanismo estaba contribuyendo los cambios sociales y de valores que se habían producido en los últimos treinta años en España que no eran nada favorables al restablecimiento del sistema de poder de la Restauración. Pero el súbito impulso del republicanismo en las ciudades se estaba debiendo sobre todo a que en los meses que siguieron a la caída de Primo de Rivera se produjo una identificación entre Dictadura y Monarquía. 
Las clases populares y las clases medias urbanas llegaron a la conclusión (como la Dictadura acababa de demostrar) que Monarquía era igual a despotismo y democracia era igual a República. En 1930 «la hostilidad frente a la Monarquía se extendió como un huracán imparable por mítines y manifestaciones por todas España»; «la gente comenzó a echarse alegremente a la calle, con cualquier pretexto, a la menor ocasión, para vitorear a la República»; «roto el dique de la dictadura, una oleada de republicanización se extendió entre las clases medias y los sectores profesionales e invadió todos los ámbitos de la sociedad». A la causa republicana también se sumaron los intelectuales que formaron la Agrupación al Servicio de la República (encabezada por José Ortega y Gasset, Gregorio Marañón y Ramón Pérez de Ayala).
El 17 de agosto de 1930 tuvo lugar el llamado Pacto de San Sebastián en la reunión promovida por la Alianza Republicana en la que al parecer (ya que no se levantó acta de la misma) se acordó la estrategia para poner fin a la monarquía de Alfonso XIII y proclamar la Segunda República. A la reunión asistieron según consta en la «nota oficiosa» hecha pública al día siguiente, por la Alianza Republicana, Alejandro Lerroux, del Partido Republicano Radical, y Manuel Azaña, del Grupo de Acción Republicana; por el Partido Radical-Socialista, Marcelino Domingo, Álvaro de Albornoz y Ángel Galarza; por la Derecha Liberal Republicana, Niceto Alcalá-Zamora y Miguel Maura; por Acción Catalana,  Manuel Carrasco Formiguera; por Acción Republicana de Cataluña, Matías Mallol Bosch; por Estat Català, Jaume Aiguadé; y por la Federación Republicana Gallega, Santiago Casares Quiroga. A título personal también asistieron Indalecio Prieto, Felipe Sánchez Román y Eduardo Ortega y Gasset, hermano del filósofo. Gregorio Marañón no pudo asistir, pero envió una «entusiástica carta de adhesión».
En octubre de 1930 se sumaron al Pacto, en Madrid, las dos organizaciones socialistas, el PSOE y la UGT, con el propósito de organizar una huelga general que fuera acompañada de una insurrección militar que metiera a «la Monarquía en los archivos de la Historia», tal como se decía en el manifiesto hecho público a mediados de diciembre de 1930. Para dirigir la acción se formó un «comité revolucionario» integrado por Niceto Alcalá-Zamora, Miguel Maura, Alejandro Lerroux, Diego Martínez Barrio, Manuel Azaña, Marcelino Domingo, Álvaro de Albornoz, Santiago Casares Quiroga y Luis Nicolau d'Olwer, por los republicanos, e Indalecio Prieto, Fernando de los Ríos y Francisco Largo Caballero, por los socialistas. La CNT, por su parte, continuaba su proceso de reorganización (aunque al levantarse su prohibición sólo se le dejó reconstituirse a nivel provincial), y de acuerdo con su ideario libertario y «antipolítico» no participó en absoluto en la conjunción republicano-socialista, por lo que continuaría actuando en la práctica como un «partido antisistema» de izquierda revolucionaria.

### El fracaso del primer asalto a la monarquía
El comité revolucionario republicano-socialista, presidido por Alcalá-Zamora, que celebraba sus reuniones en el Ateneo de Madrid, preparó la insurrección militar que sería arropada en la calle por una huelga general. Según los conjurados, el recurso a la violencia y a las armas para alcanzar el poder y cambiar un régimen político lo había legitimado el propio golpe de Estado que trajo la dictadura. A mediados de diciembre de 1930 el comité hizo público un manifiesto que decía:

¡ESPAÑOLES! Surge de las entrañas sociales un profundo clamor popular que demanda justicia y un impulso que nos mueve a procurarla. Puestas sus esperanzas en la República, el pueblo está ya en la calle. Para servirle hemos querido tramitar la demanda por los procedimientos de la ley, y se nos ha cerrado el camino. […]  Seguros estamos de que para sumar a los nuestros sus contingentes se abrirán las puertas de los talleres y las fábricas, de los despachos, de las Universidades, hasta de los cuarteles. Venimos a derribar la fortaleza en que se ha encastillado el poder personal, a meter la Monarquía en los archivos de la Historia y a establecer la República sobre la base de la soberanía nacional representada en una Asamblea Constituyente.

Entre tanto, nosotros, conscientes de nuestra misión y nuestra responsabilidad, asumimos las funciones del Poder Público con carácter de Gobierno provisional. ¡Viva España con honra! ¡Viva la República!

Sin embargo, la huelga general no llegó a declararse y el pronunciamiento militar fracasó fundamentalmente porque los capitanes Fermín Galán y Ángel García Hernández sublevaron la guarnición de Jaca el 12 de diciembre, tres días antes de la fecha prevista (el enviado a Jaca por el comité, Santiago Casares Quiroga, no comunicó a tiempo que el levantamiento militar se había retrasado al 15 de diciembre). Estos hechos se conocen como la «sublevación de Jaca» y los dos capitanes insurrectos fueron sometidos a un consejo de guerra sumarísimo y fusilados. Su muerte movilizó extraordinariamente a la opinión pública en memoria de estos dos «mártires» de la futura República. El día 15 de diciembre el general Gonzalo Queipo de Llano, jefe del comité militar, con la colaboración de varios oficiales se apoderó del aeródromo de Cuatro Vientos, pero tuvo que abandonarlo por la rápida respuesta de las unidades militares leales al Gobierno. Seis miembros del comité revolucionario fueron detenidos e ingresaron en prisión (Niceto Alcalá Zamora, Álvaro de Albornoz, Miguel Maura, Francisco Largo Caballero, Fernando de los Ríos y Santiago Casares Quiroga). Los otros cuatro se escondieron o abandonaron España (Alejandro Lerroux, Marcelino Domingo, Manuel Azaña e Indalecio Prieto).

## El gobierno del almirante Aznar y la caída de la Monarquía

### El fin del gobierno de Berenguer
El 17 de diciembre de 1930, solo dos días después del fracaso de la intentona republicana, destacados políticos monárquicos reunidos en el Hotel Ritz de Madrid, entre los que se encontraban Rafael Sánchez-Guerra, Melquíades Álvarez y Manuel de Burgos y Mazo, reclamaron que las Cortes que se formaran tras las elecciones convocadas por el gobierno de Berenguer para el 1 de marzo tuvieran el carácter de constituyentes porque no veían otra salida a la crisis política que se estaba viviendo. Por eso fueron llamados «constitucionalistas». Había pocos políticos que, como José Calvo Sotelo, no vieran la gravedad de la situación. Este miembro destacado de la primorriverista Unión Monárquica Nacional declaró el 1 de enero: «Creo que en 1931 pasará la nube actual».
A pesar de todo, los preparativos para las elecciones continuaban, publicándose candidatos y realizando viajes por los diferentes distritos. El general Berenguer estaba seguro de que el gobierno podría controlar el proceso electoral porque según él, y así lo reconoció en De la Dictadura a la República, había variado muy poco «la estructura política en muchas de las regiones españolas, sobre todo en los distritos rurales, que son la mayoría», distritos que «conservaban la típica estructura de nuestra organización política de antes de la Dictadura»   y que constituían «la base sólida en que se afianzaba la Monarquía» (una alusión al sistema caciquil, en que se sustentaba el régimen político de la Restauración). «Prescindir de utilizar esta ventaja... era exponerse a ir al caos». Era evidente, pues, que el Gobierno manipularía las elecciones. Así lo creía, por ejemplo, el conde de Guadalhorce, quien le pidió al general Berenguer 28 escaños para su partido, la Unión Monárquica Nacional, aunque el Gobierno solo preveía cuatro diputados para esta formación.
El 29 de enero el proyecto de Berenguer recibió un duro golpe cuando ese día los «constitucionalistas» publicaron una nota en la que decían que no se presentarían a las elecciones porque las Cortes no iban a ser constituyentes. Al día siguiente los liberales anunciaron que solo participarían si el Gobierno renunciaba a los resortes que poseía para manipular el resultado electoral. El 31 los republicanos también se retiraban. El 3 de febrero los socialistas. A pesar de ello el día 8 de febrero se publicaba el decreto de convocatoria de elecciones —Alfonso XIII había comentado en privado: «la orquesta tiene que tocar, aunque sea con tres violines, el bombo y un fagot»—, restableciéndose la vigencia del artículo 13 de la Constitución de 1876 (que reconocía las libertades públicas de expresión, reunión y asociación). Dos días después el líder liberal Santiago Alba hizo pública una nota en la que decía que las elecciones ordinarias, haciendo como si nada hubiera pasado desde 1923, no arreglaban nada y que por tanto no concurriría a las elecciones —Francisco Cambó, recién operado de un cáncer de garganta, había viajado a París y había conseguido convencer a Alba para que encabezara la coalición de izquierdas de la monarquía y presidiera el gobierno que sucedería al de Berenguer, mientras él lideraría la coalición de derechas—. También ese mismo día, 10 de febrero, los prestigiosos intelectuales Ramón Pérez de Ayala, Gregorio Marañón y José Ortega y Gasset hacían público un manifiesto a favor de la República (acabarían formando la influyente Agrupación al Servicio de la República).
Las dudas también alcanzaron a los miembros del gobierno y el 13 de febrero el ministro de la Gobernación Leopoldo Matos y Massieu se las hizo llegar al conde de Romanones en la entrevista que mantuvo con él. Romanones contactó enseguida con el otro líder del Partido Liberal, Manuel García Prieto, para elaborar una nota en la que pedían al Gobierno que las Cortes fueran constituyentes —en la nota se decía que los diputados de su partido «irían a las Cortes únicamente para pedir su disolución y la convocatoria de otras constituyentes»—. También se puso en contacto con Francisco Cambó, el líder de la Lliga Regionalista, para que se manifestara en el mismo sentido. Hacia las once de la noche Romanones, tras haber entregado la nota a la prensa, se fue a ver al general Berenguer. Este no encontró otra solución que llamar por teléfono al rey Alfonso XIII y a la mañana siguiente le presentó personalmente su dimisión. «Las elecciones quedaban, en consecuencia, suspendidas».

### La formación del gobierno del almirante Aznar y la convocatoria de elecciones municipales
El 11 de febrero Alfonso XIII había llamado a Palacio al líder catalanista Francisco Cambó, con quien ya se había entrevistado discretamente en Londres el 1 de julio del año anterior. Así contó Cambó lo que habló con el rey aquel día:

Le encontré hondamente preocupado pero razonando fríamente, cosa que no se acostumbra a producir en él más que en los momentos difíciles. Me pregunta por la significación del Gobierno que debía formar y yo le respondo, sin vacilar, que debía ser de izquierda. Me pregunta después si a mi entender debía llamar a Santiago Alba y le contesto que sí. Me consultó sobre la conveniencia de acelerar la convocatoria de unas Cortes Constituyentes y le contesté que no creía que nadie aceptase el poder sin esta condición, añadiéndole que no eran los momentos aquellos para imponer si no para aceptar.
Entonces me dice que está amargado y decepcionado y que siente a menudo el deseo de irse de España. Me pregunta qué me parecería si convocase un plebiscito para que el pueblo dijese con un sí o con un no si había de dejar la corona. Le respondí que puedo avanzarle el resultado: que éste sería en una gran mayoría en el sentido que dejase la corona.

De acuerdo con la opinión favorable manifestada por Cambó, Alfonso XIII le ofreció la presidencia del Gobierno a Santiago Alba, autoexiliado en París, pero este declinó la oferta. A continuación le hizo el mismo ofrecimiento al «constitucionalista» José Sánchez Guerra, quien dos años antes había encabezado un golpe de Estado para derribar la Dictadura y el año anterior había pronunciado un aplaudido discurso en el Teatro de la Zarzuela en el que había dicho: «no más servir a señores / que en gusanos se convierten».
Tras imponer sus condiciones al rey —Cortes unicamerales constituyentes y suspensión de las prerrogativas regias—, Sánchez Guerra aceptó con la esperanza de poder incluir en su gabinete a la derecha republicana. Para ello visitó en la cárcel Modelo de Madrid, donde estaban presos, a Niceto Alcalá-Zamora y Miguel Maura —habló también con los socialistas Francisco Largo Caballero y Fernando de los Ríos, asimismo encarcelados—, pero estos rechazaron su propuesta —«Nosotros con la Monarquía nada tenemos que hacer ni que decir», le respondió Miguel Maura— por lo que Sánchez Guerra presentó al rey un gabinete compuesto exclusivamente por «constitucionalistas», pero el rey vetó a Burgos Mazo y exigió que los liberales Manuel García Prieto y el conde de Romanones formaran parte de él, y Sánchez Guerra renunció. Según comentó tiempo después Miguel Maura, la visita de Sánchez Guerra a la cárcel supuso «un golpe de muerte para el régimen, porque ya nadie dudó de la suerte que le esperaba». Lo mismo pensaron muchos políticos monárquicos, con el conservador Juan de la Cierva al frente: que las gestiones de Sánchez Guerra habían supuesto una claudicación. Como dijo Gabriel Maura, «la entrega de la monarquía a la revolución no podía hacerse».

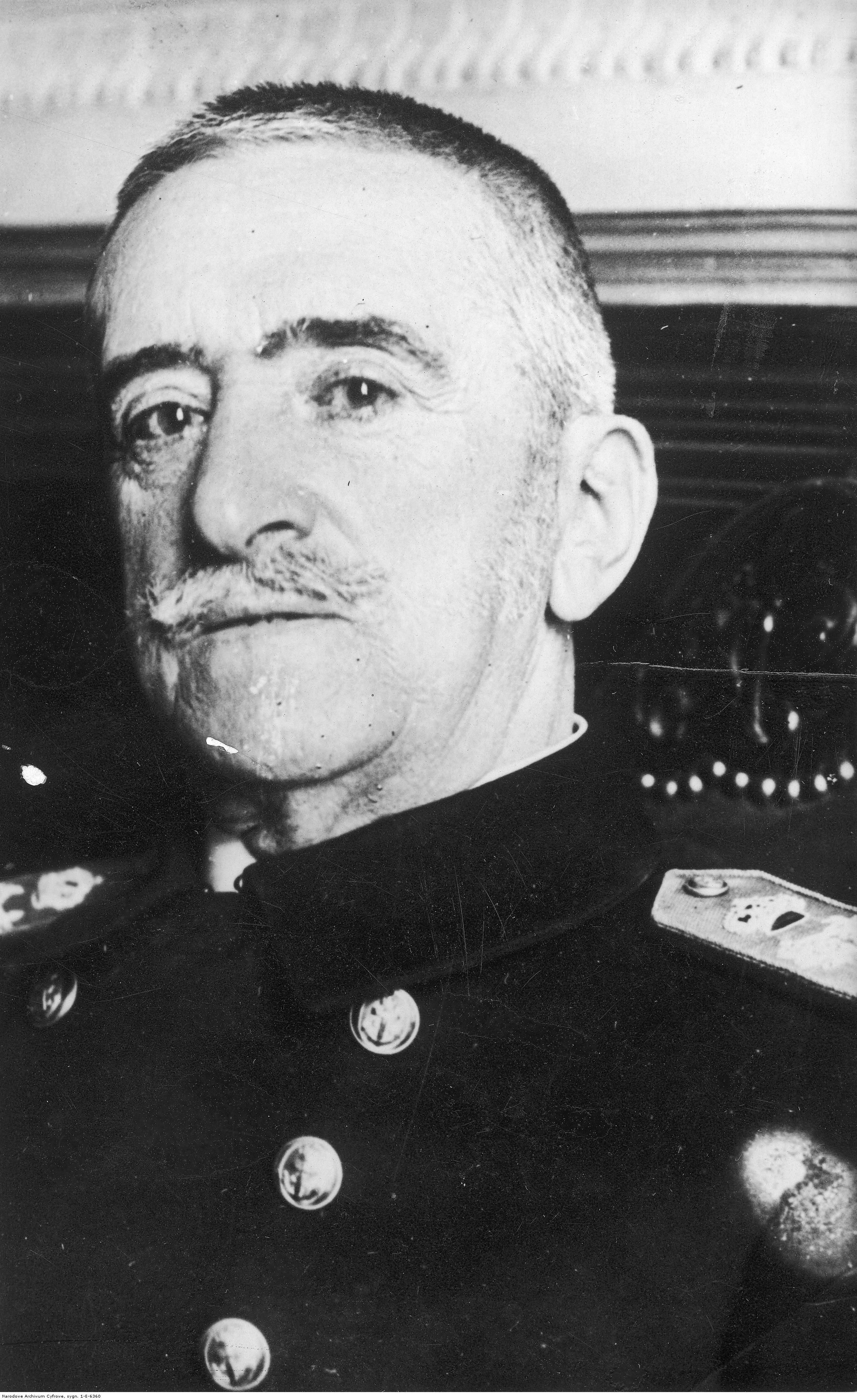
El almirante Juan Bautista Aznar, presidente del último gobierno de la monarquía de Alfonso XIII.

Tras renunciar a formar gobierno, Sánchez Guerra le aconsejó a Alfonso XIII que le ofreciera la presidencia al también «constitucionalista» Melquiades Álvarez, pero este no aceptó al vetar el rey la presencia en el futuro gobierno del general Manuel Goded, que había conspirado para derribar la Dictadura. «¡Con este hombre es imposible hacer nada!», comentó a la salida de Palacio Melquiades Álvarez.
Entonces tomó la iniciativa Juan de la Cierva, apoyado por el general Berenguer, presidente en funciones, y reunió a todos los líderes de las diversas facciones de los partidos dinásticos. Tras un debate que duró cinco horas se formó un gobierno de «concentración monárquica», con Berenguer al frente del Ministerio de la Guerra, obligado por Alfonso XIII. Formaban parte del gabinete cuatro expresidentes del gobierno (el propio Berenguer; el conde de Romanones, Estado; Manuel García Prieto, Gracia y Justicia; y Gabino Bugallal, Economía) y tres exministros (Juan de la Cierva, Fomento; Rivera, Marina; y Juan Ventosa, Hacienda). Completaban el gobierno José Gascón y Marín (Instrucción Pública), el marqués de Hoyos (Gobernación) y Gabriel Maura Gamazo (Trabajo y Previsión). Para la presidencia del Gobierno el conde de Romanones, que actuaba como si fuera el verdadero jefe del ejecutivo, escogió al almirante Juan Bautista Aznar, de quien se dijo jocosamente que «se le hizo venir de donde a la sazón se encontraba; esto es, políticamente de la luna, geográficamente de Cartagena», en referencia a su escaso peso político.
Alguien dijo también que «la presencia de algún Almirante a la cabeza de un Gobierno o de Estado, es indicio indefectible de naufragio». La primorriverista Unión Monárquica Nacional (UMN) se quejó de que ninguno de sus miembros había sido incluido en el gobierno de «concentración monárquica». Según el historiador Carmelo Romero Salvador, «revelador de los extremadamente problemática que consideraban la situación es el hecho de que ninguno de los más cien gobiernos que habían existido en España desde el asentamiento del sistema liberal en 1834, tampoco de los posteriores, había contando entre sus ministros con tantos expresidentes de Gobierno como el que iba a ser el último de la monarquía de Alfonso XIII».
El rey sólo aceptó la presencia en el gabinete de los «leales a mi persona». Así lo interpretó Santiago Alba, que afirmó que el gobierno respondía a «la servidumbre palatina»: «no nos dejemos engañar una vez más por el digno heredero de Fernando VII». El rey confiaba en este gobierno para salvar la situación, como pudo comprobar Cambó en la nueva entrevista que mantuvo con él el 24 de febrero: «Lo encontré viviendo en el mejor de los mundos, sin darse cuenta de la debilidad del gobierno, que era la base de su sostén». Por otro lado, la presencia en el gabinete de un miembro de la Lliga Regionalista, Juan Ventosa (no acudió el propio Cambó porque se encontraba enfermo), tenía como objetivo, según relató Cambó un año después, «obtener para la causa de Cataluña lo que no había podido alcanzarse hasta entonces».
La jura de los miembros del nuevo Gobierno tuvo lugar el 18 de febrero y al día siguiente celebró su primera reunión en la que se acordó un nuevo calendario electoral: se celebrarían primero elecciones municipales el 12 de abril —se aplicaría la Ley de 1877 y no el Estatuto Municipal aprobado por la Dictadura, de lo que se quejó la UMN—, y después elecciones a Cortes (el 7 de junio, los diputados, y el 14 del mismo mes, los senadores), que tendrían «el carácter de Constituyentes», por lo que podrían proceder a la «revisión de las facultades de los Poderes del Estado y la precisa delimitación del área de cada uno» (es decir, reducir las prerrogativas de la Corona) y a «una adecuada solución al problema de Cataluña», aunque «el régimen monárquico no había de ser objeto de revisión».
Según Carmelo Romero Salvador, la decisión de convocar elecciones municipales primero se debió a que con ello se «posibilitaba lograr tres objetivos esenciales. Uno primero: dado su carácter, en principio y en teoría prioritariamente administrativo, ir reincorporando a las vías legales del sistema a todos aquellos —republicanos, socialistas y monárquicos constitucionalistas— que habían rechazado participar en las elecciones a Cortes ordinarias... Uno segundo: permitía empezar a engrasar la oxidada maquinaria electoral, tras ocho años sin actividad, del caciquismo clientelar de los tradicionales partidos monárquicos del turno, lo que facilitaría afrontar las futuras elecciones de diputados con mayores garantías. Y, por último, pero no menos importante, que el riesgo que se corría, en la creciente disyuntiva planteada entre monarquía o república, era muy escaso... porque sus características y las de la Ley electoral, condicionaban, si no determinaban en sí mismas, un triunfo monárquico. Podrían perderse, claro está, las alcaldías de algunas capitales de provincias y de municipios importantes —ya había sucedido en otras ocasiones—, pero se ganaría muchas otras... Aun en el supuesto, no obstante, de que las cosas fuesen mal para los candidatos monárquicos, o incluso peor —si se perdían algunas capitales y grandes poblaciones más que las que se ganasen—, siempre quedaría un notable, y hasta abrumadora, mayoría de concejales monárquicos en el conjunto español, dado que cerca de setenta mil concejales —de un total de ochenta mil— correspondían a municipios de menos de cinco mil habitantes, en muchos de los cuales era seguro que ni siquiera se presentarían candidaturas republicano-socialistas».
Por su parte los partidos republicanos sí se habían mostrado favorables a participar en unas elecciones municipales «con las indispensables garantías». Así lo manifestó Niceto Alcalá-Zamora en nombre de todos ellos:

El carácter preferentemente administrativo que tienen las corporaciones locales aconseja, por el contrario, acudir a la lucha en las elecciones municipales y provinciales, si a ello se llegase con las indispensables garantías, procurando en tal caso, por todos los medios, la más estricta inteligencia en toda España con los partidos antidinásticos para una acción conjunta en defensa del ideal común.

### El juicio contra el «comité revolucionario» republicano-socialista
A mediados de marzo tuvo lugar un consejo de guerra contra unos sesenta militares implicados en la sublevación de Jaca —sus líderes, los capitales Fermín Galán y Ángel García Hernández, ya habían sido juzgados el 14 de diciembre en un juicio sumarísimo y fusilados, lo que les convirtió en los primeros «mártires de la República»—. Sólo cinco militares fueron absueltos. El capitán Salvador Sediles fue condenado a muerte, dos tenientes, dos alféreces y dos sargentos a cadena perpetua y el resto a penas que oscilaban entre los seis meses y los veinte años de cárcel. Al conocerse la sentencia se multiplicaron las manifestaciones y protestas pidiendo la amnistía y la libertad de los condenados. El gobierno accedió a conmutar la pena de muerte del capitán Sediles y así lo concedió el rey.

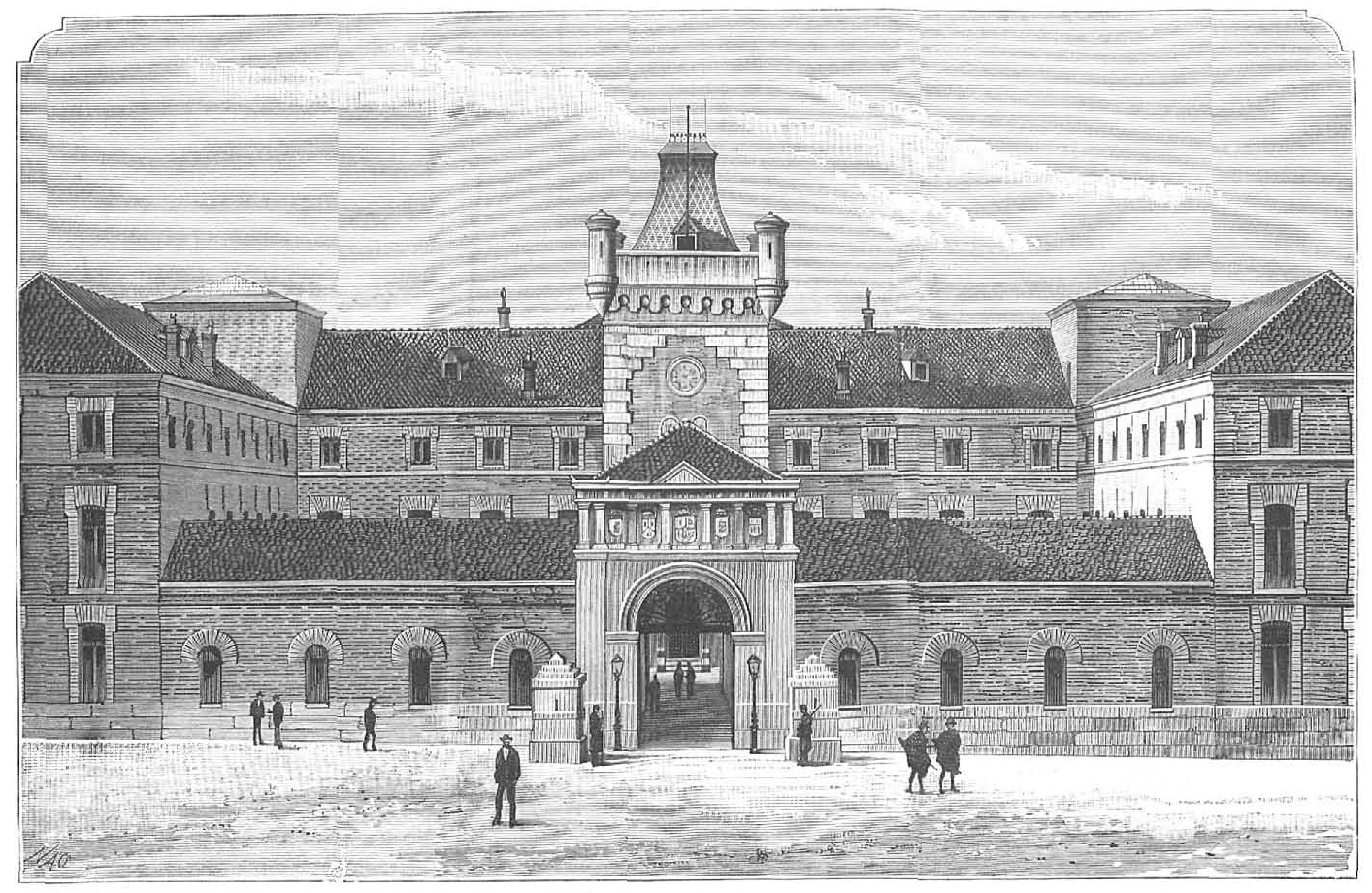
Fachada principal de la Cárcel Modelo de Madrid según un grabado de 1883 (fue derruida en 1939). Allí permanecieron encarcelados durante más de tres meses seis miembros del «comité revolucionario» republicano-socialista. Cuando salieron de prisión el 21 de marzo de 1931 fueron vitoreadas por la multitud que acudió a recibirles.

El 20 de marzo, a solo tres semanas de las elecciones municipales, fue el turno del «comité revolucionario» que había dirigido el fracasado movimiento cívico-militar iniciado a destiempo por la sublevación de Jaca. El consejo de guerra se convirtió en una gran manifestación de afirmación republicana y en la práctica en el primer gran acto electoral. Además de la extraordinaria relevancia política de los seis acusados (Niceto Alcalá-Zamora, Miguel Maura, Álvaro de Albornoz, Santiago Casares Quiroga, Francisco Largo Caballero y Fernando de los Ríos), a la expectación levantada también contribuyó el prestigio de los abogados defensores, entre ellos dos exministros monárquicos (Francisco Bergamín y Ángel Ossorio y Gallardo) y dos prestigiosos catedráticos (Luis Jiménez de Asúa y Felipe Sánchez Román), además de Victoria Kent, la primera mujer en el mundo que iba a ejercer como abogada en un consejo de guerra.
El argumento principal utilizado por las defensas fue que los acusados no habían cometido ningún delito porque la legalidad —la Constitución, el Estado de derecho— había sido eliminada el 13 de septiembre de 1923, el día en que se consumó el Golpe de Estado de Primo de Rivera con la aquiescencia del rey. De esta forma los acusados se transformaban en acusadores, entre los vítores y los aplausos de los asistentes al juicio. Además recordaron que apenas hacía un mes José Sánchez Guerra cumpliendo el encargo del rey para formar gobierno les había ofrecido formar parte del Consejo de Ministros. «¿Qué autoridad podía tener el poder real para acusarnos después de requerir en vano nuestro concurso?», escribió Alcalá-Zamora.
El fiscal pedía entre 15 y 12 años de cárcel para los acusados, pero el tribunal los condenó a solo seis meses y un día —incluso el presidente del tribunal, el general Ricardo Burguete, y dos vocales emitieron un voto particular a favor de la absolución, y por esta razón Burguete sería destituido de la presidencia del Consejo Supremo de Guerra y Marina y sancionado con un arresto de dos meses— por lo que fueron puestos inmediatamente en libertad. Una multitud se congregó a las puertas de la Cárcel Modelo de Madrid para recibirlos y vitorearlos. 
Los incidentes de la Facultad de Medicina de San Carlos

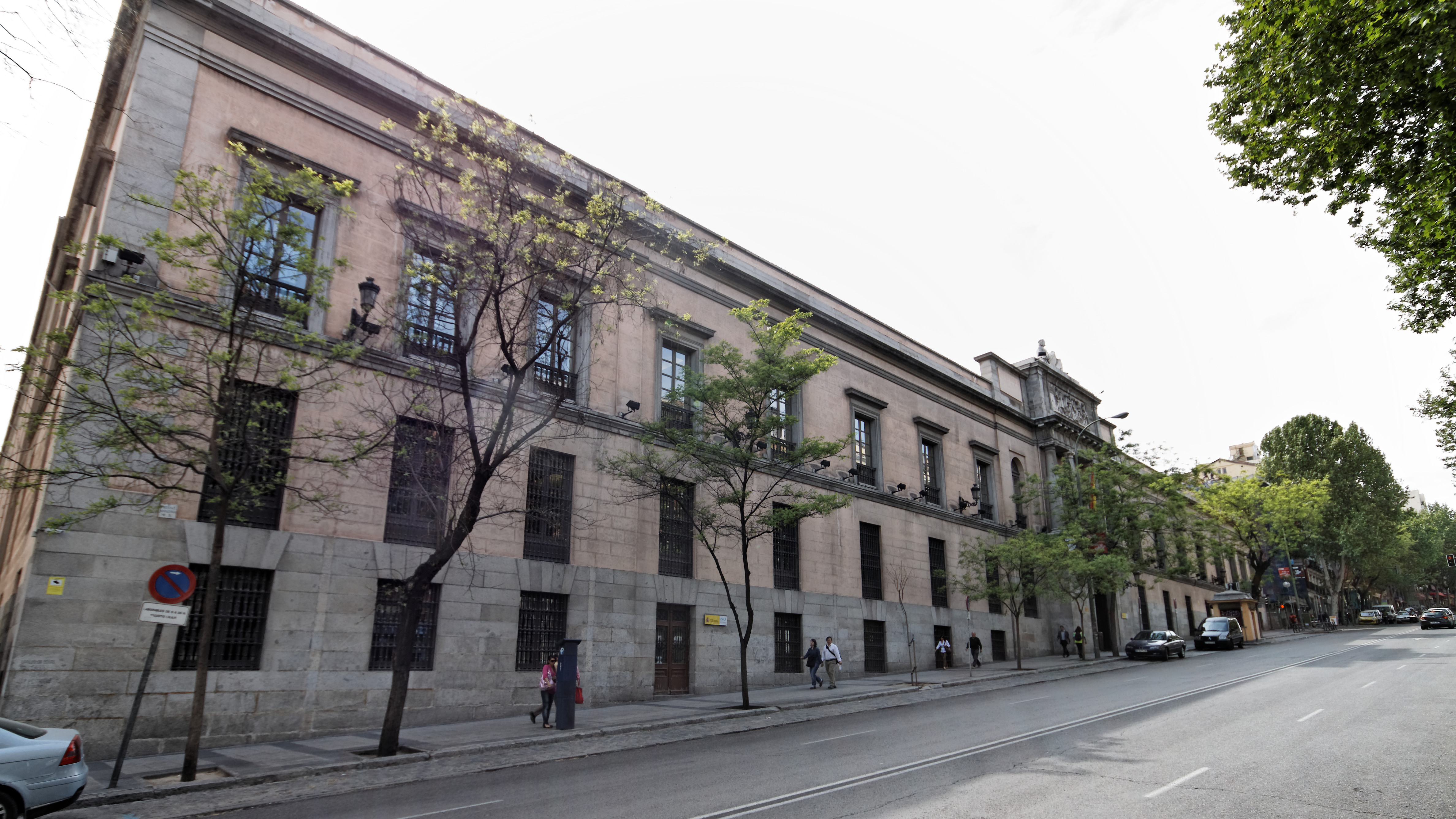
Antigua Facultad de Medicina de San Carlos de Madrid donde entre el 23 y el 25 de marzo de 1931 se produjeron unos graves incidentes con motivo de las manifestaciones en favor de la amnistía en los que hubo varios heridos y dos muertos por heridas de bala —un guardia civil y un estudiante—. La izquierda hizo responsable de lo sucedido al director general de Seguridad, el general Emilio Mola, el futuro director del Golpe de Estado de julio de 1936.

Pero las manifestaciones en favor de la amnistía no cesaron, alcanzando su momento más dramático durante los graves incidentes producidos en la Facultad de Medicina de Madrid (la de San Carlos) los días 23, 24 y 25 de marzo que se saldaron con varios heridos y dos muertos por heridas de bala —un guardia civil y un estudiante—. El director general de Seguridad era el general Emilio Mola, a quien la izquierda hizo responsable de los sucesos y pidió su cese, pero el Gobierno lo mantuvo en el cargo, a pesar de las críticas de Mola a «la blandura» del gobierno y del desprecio que sentía por algunos de sus miembros, empezando por el almirante Aznar al que consideraba un «títere de Romanones» (de García Prieto escribió: «Comprendo perfectamente que el general Primo de Rivera le diera un puntapié. ¡Justificadísimo!»). Los incidentes se produjeron sólo dieciocho días antes de que se celebraran las elecciones.

### Las elecciones municipales del 12 de abril y la caída de la monarquía
Los partidos monárquicos, que presentaron candidaturas unitarias (los «constitucionalistas» no se sumaron al formar parte de ellas los monárquicos autoritarios de la Unión Monárquica Nacional, UMN) estaban tan convencidos de que lograrían la victoria recurriendo a los viejos métodos fraudulentos de la Restauración que prácticamente no hicieron campaña electoral —Ramiro de Maeztu lamentó que se hubieran «visto diez carteles republicanos por uno monárquico»—.
En realidad sólo la UMN defendió la necesidad de salir a la calle para movilizar a los partidarios de la monarquía: «Hay que llenar Madrid de candidaturas monárquicas. Hay que recorrer las barriadas obreras casa por casa y explicar a los electores en qué consiste la ficción republicana». En su periódico La Nación abundaron los eslóganes para alentar el voto monárquico con el argumento de que había que impedir la supuesta catástrofe que se avecinaba si ganaban las candidaturas republicanas: «¡Españoles! Si no queréis que España se hunda en el caos soviético, votad por la Monarquía». El gobierno, por el mismo motivo que los partidos del turno, también confiaba en el triunfo de las candidaturas monárquicas. Los informes que recibía de los gobernadores civiles así se lo aseguraban. Se perderían las elecciones en algunas capitales por poca diferencia, pero «podía darse por seguro que en la mayoría de ellas, y en España en general, se ganarían».
Sin embargo, unas declaraciones del conde de Romanones, ministro de Estado, el sábado 11 de abril dejaban entrever que el gobierno ya no estaba tan seguro de la victoria y lanzó el argumento de que el triunfo sería para las candidaturas (monárquicas o republicano-socialistas) que consiguieran el mayor número de concejales (no el de votos), teniendo presente que para lograr un concejal en un municipio rural se necesitaban muchos menos votos que en uno urbano, por lo que la suma de concejales podía distar mucho de la suma de votos obtenidos por unas candidaturas y por otras. El conde de Romanos declaró concretamente lo siguiente:

Mañana a las siete de la tarde se conocerá el resultado en Madrid y cuando se sepa el de toda España podrá hacerse el recuento de los concejales elegidos. Si de los ochenta mil concejales, cuarenta mil uno resultasen andinásticos, acataríamos el fallo; pero el cómputo ha de hacerse por el número de concejales, pues no se pueden establecer distinciones entre los concejales del campo y los de las ciudades, ni clasificar a los electores en de primera, segunda y tercera. Precisamente la soberanía del sufragio universal [masculino] estriba en que cada hombre es un voto.

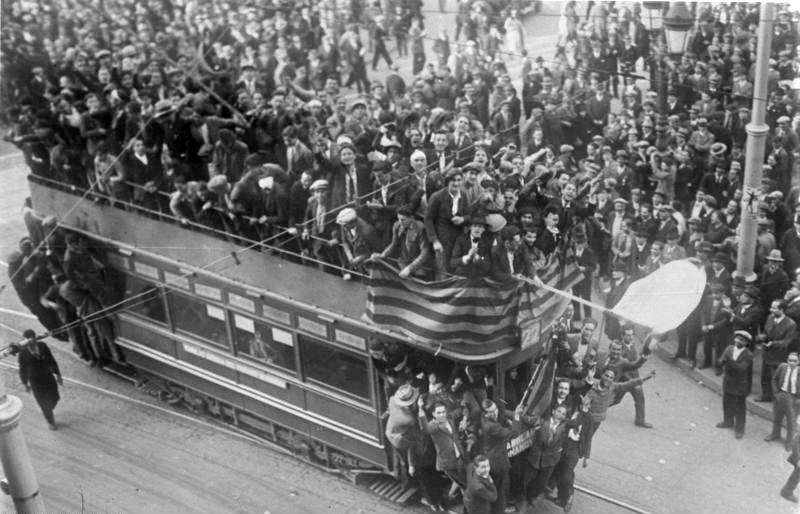
Proclamación de la Segunda República en Barcelona.

Como todo el mundo había entendido las elecciones municipales del 12 de abril de 1931 como un plebiscito sobre la Monarquía, cuando se supo que las candidaturas republicano-socialistas habían ganado en 42 de las 50 capitales de provincia (era la primera vez en la historia de España que un gobierno era derrotado en unas elecciones, aunque en las zonas rurales habían ganado los monárquicos porque el viejo caciquismo seguía funcionando),  el comité revolucionario hizo público un comunicado afirmando que el resultado de las elecciones había sido «desfavorable a la Monarquía [y] favorable a la República» y anunció su propósito de «actuar con energía y presteza a fin de dar inmediata efectividad a [los] afanes [de esa España, mayoritaria, anhelante y juvenil] implantando la República». El martes 14 de abril se proclamó la República desde los balcones de los ayuntamientos ocupados por los nuevos concejales y el rey Alfonso XIII se vio obligado a abandonar el país. Ese mismo día el «comité revolucionario» se convirtió en el Primer Gobierno Provisional de la Segunda República Española.

## Gobiernos

### Composición del gobierno del general Berenguer
| Composición del Gobierno                                                | Composición del Gobierno                         | Composición del Gobierno | Composición del Gobierno | Composición del Gobierno | Composición del Gobierno | Composición del Gobierno |
| Cargo                                                                   | Titular                                          | Titular                  | Titular                  | Inicio                   | Fin                      | Partido Político         |
| ----------------------------------------------------------------------- | ------------------------------------------------ | ------------------------ | ------------------------ | ------------------------ | ------------------------ | ------------------------ |
| Presidente del Consejo de Ministros                                     | Dámaso Berenguer                                 |                          |                          | 30 de enero de 1930      | 18 de febrero de 1931    | Militar                  |
| Ministro del Ejército                                                   | Dámaso Berenguer                                 | 18 de febrero de 1931    |                          | 30 de enero de 1930      |                          | Militar                  |
| Ministro de Estado                                                      | Dámaso Berenguer                                 | 22 de febrero de 1930    |                          | 30 de enero de 1930      |                          | Militar                  |
| Ministro de Estado                                                      | Jacobo Fitz-James Stuart y Falcó (Duque de Alba) |                          |                          | 22 de febrero de 1930    | 18 de febrero de 1931    | Independiente            |
| Ministro de Justicia y Culto (desde 1930 Ministro de Gracia y Justicia) | José Estrada y Estrada                           |                          |                          | 30 de enero de 1930      | 25 de noviembre de 1930  | Conservador              |
| Ministro de Justicia y Culto (desde 1930 Ministro de Gracia y Justicia) | Joaquín de Montes y Jovellar                     |                          |                          | 25 de noviembre de 1930  | 18 de febrero de 1931    | Conservador              |
| Ministro de Hacienda                                                    | Manuel de Argüelles                              |                          |                          | 30 de enero de 1930      | 20 de agosto de 1930     | Conservador              |
| Ministro de Hacienda                                                    | Julio Wais San Martín                            |                          |                          | 20 de agosto de 1930     | 18 de febrero de 1931    | Conservador              |
| Ministro de Marina                                                      | Salvador Carvia Caravaca                         |                          |                          | 30 de enero de 1930      | 18 de febrero de 1931    | Militar                  |
| Ministro de la Gobernación                                              | Enrique Marzo Balaguer                           |                          |                          | 30 de enero de 1930      | 25 de noviembre de 1930  | Militar                  |
| Ministro de la Gobernación                                              | Leopoldo Matos y Massieu                         |                          |                          | 25 de noviembre de 1930  | 18 de febrero de 1931    | Conservador              |
| Ministro de Fomento                                                     | Leopoldo Matos y Massieu                         |                          |                          | 30 de enero de 1930      | 25 de noviembre de 1930  | Conservador              |
| Ministro de Fomento                                                     | José Estrada y Estrada                           |                          |                          | 25 de noviembre de 1930  | 18 de febrero de 1931    | Conservador              |
| Ministro de Instrucción Pública y Bellas Artes                          | Jacobo Fitz-James Stuart y Falcó                 |                          |                          | 30 de enero de 1930      | 24 de febrero de 1930    | Independiente            |
| Ministro de Instrucción Pública y Bellas Artes                          | Elías Tormo                                      |                          |                          | 24 de febrero de 1930    | 18 de febrero de 1931    | Conservador              |
| Ministro de Trabajo y Previsión                                         | Pedro Sangro y Ros de Olano                      |                          |                          | 30 de enero de 1930      | 18 de febrero de 1931    | Independiente            |
| Ministro de Economía Nacional                                           | Manuel de Argüelles (interino)                   |                          |                          | 30 de enero de 1930      | 3 de febrero de 1930     | Conservador              |
| Ministro de Economía Nacional                                           | Julio Wais San Martín                            |                          |                          | 3 de febrero de 1930     | 20 de agosto de 1930     | Conservador              |
| Ministro de Economía Nacional                                           | Luis Rodríguez de Viguri                         |                          |                          | 20 de agosto de 1930     | 18 de febrero de 1931    | Conservador              |

### Composición del Gobierno del almirante Aznar
| Composición del Gobierno                       | Composición del Gobierno      | Composición del Gobierno | Composición del Gobierno | Composición del Gobierno | Composición del Gobierno | Composición del Gobierno | Composición del Gobierno |
| Cargo                                          | Titular                       | Titular                  | Titular                  | Inicio                   | Fin                      | Partido Político         |                          |
| ---------------------------------------------- | ----------------------------- | ------------------------ | ------------------------ | ------------------------ | ------------------------ | ------------------------ | ------------------------ |
| Presidente del Consejo de Ministros            | Juan Bautista Aznar           |                          |                          | 18 de febrero de 1931    | 14 de abril de 1931      | Militar                  |                          |
| Ministro del Ejército                          | Dámaso Berenguer              |                          |                          | 18 de febrero de 1931    | 14 de abril de 1931      | Militar                  |                          |
| Ministro de Estado                             | Conde de Romanones            |                          |                          | 18 de febrero de 1931    | 14 de abril de 1931      | Liberal                  |                          |
| Ministro de Gracia y Justicia                  | Manuel García Prieto          |                          |                          | 18 de febrero de 1931    | 14 de abril de 1931      | Liberal                  |                          |
| Ministro de Hacienda                           | Juan Ventosa y Calvell        |                          |                          | 18 de febrero de 1931    | 14 de abril de 1931      | Lliga Regionalista       |                          |
| Ministro de Marina                             | José Rivera Álvarez de Canero |                          |                          | 18 de febrero de 1931    | 14 de abril de 1931      | Militar                  |                          |
| Ministro de la Gobernación                     | Marqués de Hoyos              |                          |                          | 18 de febrero de 1931    | 14 de abril de 1931      | Militar                  |                          |
| Ministro de Fomento                            | Juan de la Cierva y Peñafiel  |                          |                          | 18 de febrero de 1931    | 14 de abril de 1931      | Conservador              |                          |
| Ministro de Instrucción Pública y Bellas Artes | José Gascón y Marín           |                          |                          | 15 de febrero de 1931    | 14 de abril de 1931      | Liberal                  |                          |
| Ministro de Trabajo y Previsión                | Gabriel Maura Gamazo          |                          |                          | 18 de febrero de 1931    | 14 de abril de 1931      | Conservador              |                          |
| Ministro de Economía Nacional                  | Gabino Bugallal               |                          |                          | 18 de febrero de 1931    | 14 de abril de 1931      | Conservador              |                          |